# Waldo Motta
Waldo Motta (ou Valdo Motta, nome artístico de Edivaldo Motta, São Mateus, 27 de outubro de 1959) é um poeta, ator, numerólogo, curador, místico e agitador cultural brasileiro, comummente ligado à geração marginal da década de 1980 e, mais especialmente, à de 1990, apontado como uma das mais representativas vozes da poesia brasileira no final do século XX e início do século XXI, ao lado de Fabrício Carpinejar, Angélica Freitas, Micheliny Verunschk, Frederico Barbosa, Cláudia Roquette-Pinto e Cuti. A obra do autor é bastante conhecida pela intertextualidade que conecta o erotismo à religião, além de tratar explicitamente de temas esotéricos como a cabala, a numerologia, cosmovisões indígenas e afro-religiosas.

## Biografia
Descendente de negros praticantes da cabula, Waldo Motta passou os primeiros anos de vida na região de Braço do Rio, pertencente a Conceição da Barra (ES), município vizinho de São Mateus, para cuja sede se mudou posteriormente. Iniciou a carreira artística em 1979, com a publicação de plaquetes como Pano Rasgado (São Mateus: Edição do Autor, 1979), Os anjos proscritos e outros poemas (parceria com Wilbett R. Oliveira – São Mateus: Edição dos Autores, 1980), O signo na pele (São Mateus: Centro de Cultura Negra do Vale do Cricaré, 1981), As peripécias do coração (São Mateus: Centro de Cultura Negra do Vale do Cricaré, 1981), De saco cheio (São Mateus: Edição do Autor, 1983) e Salário da loucura (São Mateus; Vitória: Edição do Autor, 1984). A coletânea desse período está em Eis o homem (Vitória: Fundação Ceciliano Abel de Almeida / Universidade Federal do Espírito Santo, 1987).
Mudou-se para Vitória na década de 1980, quando iniciou, e não concluiu, o curso de Comunicação-Jornalismo na Universidade Federal do Espírito Santo e trabalhou ministrando oficinas no Departamento Estadual de Cultura (DEC-ES). A segunda fase de sua poética se inicia nos anos 1990, com pesquisa autodidata de hebraico, cabala e numerologia, entre outros, culminando com a publicação de Bundo e outros poemas (Campinas: Editora da Unicamp, 1996), o livro que projeta o artista no cenário nacional e internacional, indicado ao Prêmio Jabuti de Literatura 1997.
Indicado pelo Instituto Goethe, entre candidatos de 40 países, é premiado com uma bolsa de residência artística pelo Landeshauptstadt München Kulturreferat, na Alemanha, onde passa três meses, entre 2001 e 2002, na Vila Waldberta. Nesse interim, além de recitar poesias para alunos na Universidade de Munique, fez um curso básico de alemão, que lhe permitiu traduzir, da versão alemã para o português, o livro infantil Was ich am See zu sehen bekam, da escritora eslovaca Jana Bodnárová. Participou também, em 2002, do Programa Literário Writer-in-residence, na Universidade da Califórnia em Berkeley.
Publicou traduções próprias, do hebraico para o português, de partes da Bíblia, tais como: Salmos 1, 70, 82 e 110, além da narrativa cosmogônica inicial, em Gênesis. Essas traduções, publicadas recentemente, precederam a criação de poemas anagramáticos, que lhe renderam, entre outros, o livro Recanto – Poema das 7 Letras (Vitória: Ímã, 2002).
Ministrou várias oficinas de poesia e teatro, principalmente na FAFI, antiga Faculdade de Filosofia de Vitória. Como resultado de algumas dessas oficinas, idealizou, montou, roteirizou e dirigiu o espetáculo Terra sem mal – um mistério bufante e deleitoso, com apresentações na capital espírito-santense ao longo de 2009, no Centro Cultural Majestic e Mercado São Sebastião.  A peça teatral é baseada em um livro homônimo, ainda não publicado pelo autor.
Ainda em 2009, lança a segunda edição da coletânea Transpaixão, dessa vez indicada ao vestibular da Universidade Federal do Espírito Santo. Realiza palestra na Universidade de São Paulo em 2010, dentro do Programa Voz do Escritor. Em 2011, juntamente com Reginaldo Secundo e outros artistas e agitadores culturais capixabas, cria a Rede Caranguejo, um movimento de reivindicação junto ao poder público por valorização dos artistas e ampliação do mercado de trabalho cultural.

## Obra[16]
- Os anjos proscritos e outros poemas (parceria com Wilbett R. Oliveira). São Mateus: Edição dos Autores, 1980.
- O signo na pele. São Mateus: Centro de Cultura Negra do Vale do Cricaré, 1981.
- As peripécias do coração. São Mateus: Centro de Cultura Negra do Vale do Cricaré, 1981.
- Obras de arteiro. São Mateus: Edição do Autor, 1983.
- De saco cheio. São Mateus: Edição do Autor, 1983.
- Salário da loucura. São Mateus; Vitória: Edição do Autor, 1984.
- Eis o homem. Vitória: Fundação Ceciliano Abel de Almeida / Universidade Federal do Espírito Santo, 1987. Coletânea.
- Poiezen. Vitória; São Paulo: Universidade Federal do Espírito Santo / Massao Ohno, 1990.
- Bundo e outros poemas. Organização: Iumna Maria Simon e Berta Waldman. Campinas: Editora da Unicamp, 1996. Coletânea reunindo poemas dos livros Waw e Bundo.
- Transpaixão. Vitória: Edições Kabungo, 1999. Coletânea.
- Cidade cidadã. A cor da esperança. Organização: Adilson Vilaça. Vitória: Secretaria Municipal de Cidadania e Segurança Pública, 1998, v. 4. Publicação em homenagem ao Dia Nacional da Consciência Negra.
- Recanto: poema das 7 letras. Vitória: Imã, 2002.
- Transpaixão. 2ª edição. Vitória: Editora da Universidade Federal do Espírito Santo, 2009.
- Terra sem mal. São Paulo: Patuá, 2015.

## Crítica[17]
Waldo Motta se insere na linha dos poetas místicos, ainda pouco estudados no Brasil. A obra do artista “foge aos enquadramentos usuais da literatura brasileira” e tem imbricadas relações com os campos da religião e da ciência. Erige-se sobre a ideia de uma identidade absoluta entre sexualidade e religião, tendo o ânus como veículo motriz de sua poética e cosmovisão homoerótica. Conforme o crítico Roberto Schwarz, trata-se de uma poesia que “toma o ânus do poeta como centro do universo simbólico. A partir daí mobiliza bastante leitura bíblica, disposição herética, leitura dos modernistas, capacidade de formulação, talento retórico e fúria social. O ponto de vista e a bibliografia fogem ao usual, mas o tratamento da opressão social, racial e sexual não tem nada de exótico”.
Para Raul Antelo, Waldo Motta “reabre a agenda modernista”. O dramaturgo José Celso Martinez Corrêa comparou-o a Antonin Artaud, pela junção poética entre teatro e vida. Bundo é considerado por José Celso “um breviário de teatro”. Este livro tornou-se polêmico porque oferece interpretações pouco convencionais para os textos sagrados, principalmente os contidos na bíblia, tornando-se uma espécie de “Evangelho do Deus Anal”.
Iumna Maria Simon destaca a “riqueza e variedade formais, raras hoje em dia, que revelam uma capacidade poderosa de incluir mundos e experiências as mais particulares, desde a gíria até referências míticas, religiosas e sexuais, ampliando a experiência existencial de um escritor que procurou entender sua homossexualidade por vias inusuais”.
Posteriormente às pesquisas em hebraico, o artista estudou tupi-guarani, recriando poeticamente mitos indígenas como o de Jurupari. O resultado está no livro ainda inédito, Terra sem mal, cujos textos foram usados em peça teatral de mesmo nome, em 2009. A fortuna crítica do autor, apesar de extensa, deixa alguns vazios, principalmente no que diz respeito aos anagramas em hebraico, ou naquilo que o poeta denomina de “poesia quântica” ou “física das partículas verbais”.